# Críticas e controvérsias envolvendo Rachel Sheherazade

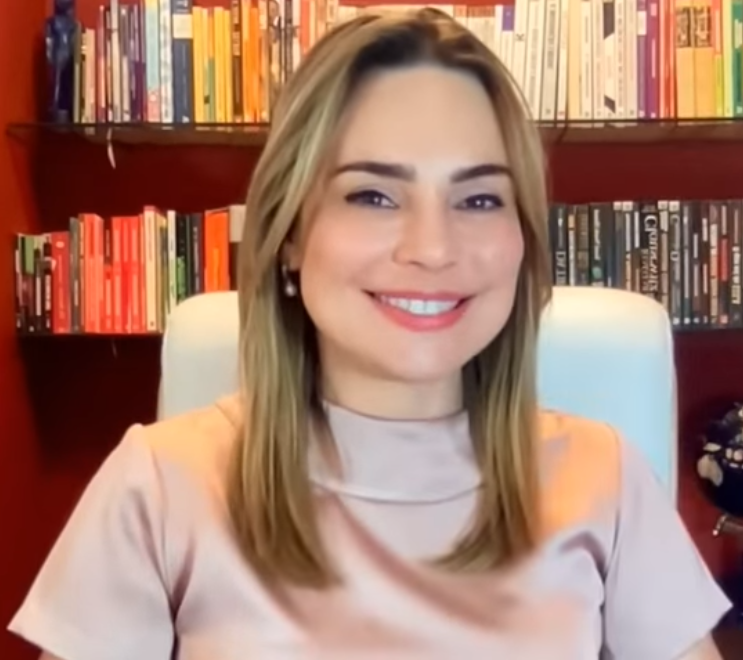
A jornalista Rachel Sheherazade.

Lista de críticas e controvérsias envolvendo Rachel Sheherazade.

## Acusação de incitação à violência

### Antecedentes
Em 4 de fevereiro de 2014, Sheherazade comentou a ação de um grupo de pessoas que espancou um assaltante adolescente e o prendeu pelo pescoço a um poste com uma tranca de bicicleta, dizendo que o acontecimento era "até compreensível" e que aconteceu uma "legítima defesa coletiva" contra a violência urbana. No comentário, a jornalista classificou o caso como resultado da "desmoralização da polícia" e da "omissão do Estado", além de dizer era "compreensível" que o "cidadão de bem" reagisse dessa maneira. Ela chamou o adolescente agredido de "marginal" e pediu, em tom irônico, aos grupos em defesa de direitos humanos que estavam com "pena" do jovem que "adotassem o bandido".

### Reações
O Sindicato dos Jornalistas Profissionais do Município do Rio de Janeiro e sua Comissão de Ética emitiram uma nota de repúdio à jornalista, dizendo que ela desrespeitou o código de ética da profissão ao incitar a violência e o crime e ao desrespeitar os direitos humanos. Por conta do comentário que a jornalista fez, a deputada federal Jandira Feghali, do PCdoB, entrou com uma representação contra Rachel e o SBT, visto que, segunda ela, ambos "incorreram no crime de apologia e incitamento ao crime, à tortura e ao linchamento, tipificado no art. 287 do Código Penal" A denúncia feita pela deputada contra a jornalista foi levada ao procurador-geral da República, Rodrigo Janot, que afirmou ver a situação com "muita preocupação". No início de 2014, o PSOL também fez uma denúncia contra a jornalista e o SBT ao Ministério Público por apologia ao crime.
Em 25 de setembro de 2014, o Ministério Público Federal (MPF) iniciou uma ação civil contra o SBT pelo comentário feito por Sheherazade sobre os "justiceiros". Sheherazade teria de se retratar, caso contrário o SBT teria que pagar multa de 500 mil reais por dia de atraso. Além da retratação, o MPF exigia uma indenização de 532 mil reais por dano moral coletivo.[carece de fontes?] Sheherazade chamou a ação do Ministério Público Federal de "descabida". Em outubro de 2016, Justiça Federal julgou improcedente a ação do MPF.
Em abril de 2014, Rachel voltou ao telejornal depois de 15 dias de recesso, porém o SBT decidiu barrar os comentários de seus âncoras durante o SBT Brasil, o principal telejornal da rede de televisão. Segundo a emissora "essa medida tem como objetivo preservar os apresentadores". Em maio de 2014, no entanto, o SBT afirmou que a jornalista poderia voltar a fazer comentários ao vivo na bancada do jornal, mas que o conteúdo dessas opiniões deveria ser menos agressivo e discutido previamente com a direção do canal. Em sua defesa, Sheherazade disse: "Eu defendo a justiça, não o justiçamento. Jamais defenderia a justiça com as próprias mãos. Sou cristã." E afirmou ainda que "algumas pessoas distorceram" seus comentários por conta de "interesses escusos".
Em outubro de 2016, algumas das pessoas defendidas por Sheherazade foram presas por acusações de tráfico de drogas, roubo e furto de automóveis, receptação, estupro e tentativa de homicídio durante a Operação Chafariz, da Polícia Civil do Rio de Janeiro. Os jovens de classe média que foram presos também eram suspeitos de participarem do grupo black bloc à frente de depredações nos bairros Laranjeiras, Catete, Flamengo e Botafogo durante os protestos no Brasil em 2013.

## Opiniōes

### Laicismo
Em 30 de novembro de 2012, sobre a mensagem "Deus seja louvado" nas notas de real, a apresentadora afirmou que os defensores do laicismo são "ingratos" para com o cristianismo, que, segundo ela, é o responsável por princípios como liberdade, honestidade, respeito e justiça. "É no mínimo uma ingratidão à doutrina que inspirou nossa cultura, nossos valores e até mesmo a nossa própria constituição promulgada sob a proteção de Deus." Afirmou ainda que "o próximo alvo dos laicistas" será a constituição, para dali tentar tirar a referência a Deus. "Mas aí não bastará uma simples ação civil, [porque] eles terão de emendar a constituição."

### Marco Feliciano
No dia 20 de março de 2013, Sheherazade defendeu a postura do pastor e deputado federal Marco Feliciano, conhecido por suas críticas polêmicas ao aborto, ao afirmar que ele tem o direito de manifestar opiniões e que foi eleito democraticamente.

### Bolsonaro
Na rádio Jovem Pan, no programa do dia 10 de dezembro de 2014, ao defender o deputado Jair Bolsonaro por este ter atacado a também deputada Maria do Rosário, que segundo ele "não merecia ser estuprada", a radialista errou ao basear sua defesa a partir de uma história fictícia, criada pelo site humorístico Joselito Müller.

## Controvérsia com Silvio Santos no Troféu Imprensa
Em 2017, repercutiu o discurso que Silvio Santos fez para Rachel Sheherazade e Danilo Gentilli no Troféu Imprensa. Silvio Santos diz: "Você começou a fazer comentários políticos no SBT e eu pedi para você não fazer mais, porque você foi contratada para ler notícias, não para dar sua opinião (…) Se você quiser fazer política, compra uma estação de televisão e faz por sua conta." Sorrindo, Rachel Sheherazade responde de forma constrangida: "Quando você me contratou, você me contratou para opinar." Silvio Santos responde: "Não (…)  Eu contratei você para você continuar com sua beleza e com sua voz para ler as notícias do teleprompter (…) Na internet, você pode fazer o que quiser. Combinei com o Danilo (Gentili) que a partir de agora ele só vai elogiar os políticos". Esse evento fez com que o Ministério Público entrasse com um ação coletiva contra o SBT, pedindo que a emissora indenizasse em 10 milhões de reais Rachel Sheherazade, Maisa Silva, e Milene Uehara, que segundo o Ministério Público, foram constrangidas em outras ocasiões. O SBT foi liberado de pagar a indenização em novembro de 2019, segundo a juíza do caso, não houve constrangimento.

## Acusações de censura
Em março de 2018, Jeff Benício, do portal Terra, chamou de censura quando o SBT tirou o espaço de opiniões da jornalista Rachel Sheherazade do jornal. A primeira suspensão ocorreu em 2014, no mesmo ano, a jornalista começou a receber ameaças de morte. Jeff escreveu: 
O próprio Silvio Santos, que financia o telejornalismo de seu canal por mera obrigação e prefere não desagradar governantes, determinou o fim das opiniões no ‘SBT Brasil’. O jornalismo da emissora, conhecido pelo estilo burocrático, perdeu muito com a censura imposta a Sheherazade. Era a única voz que repercutia.— Jeff

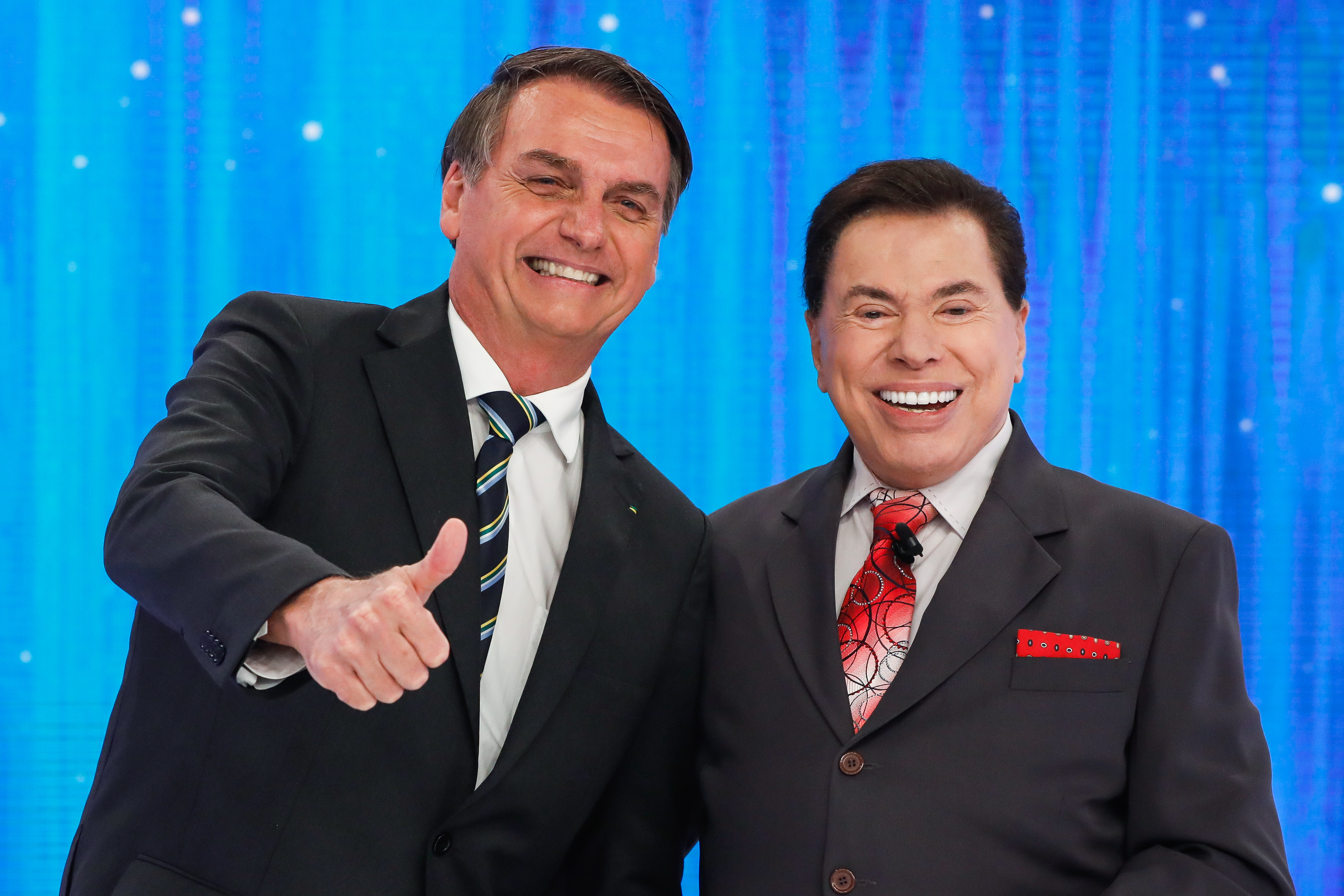
Sheherazade já esteve envolvida em polemicas com o político Jair Bolsonaro e o apresentador Silvio Santos.

Completou, se referindo ao incidente no Troféu Imprensa com Silvio Santos. Após a suspensão do espaço de opiniões, o modo como Rachel Sheherazade vem apresentando determinadas notícias, tem chamado a atenção do público e da imprensa.
Em julho de 2019, a reação negativa da jornalista ao ouvir uma notícia enquanto apresentava o SBT Brasil, tornou-se um vídeo viral nas redes sociais. No momento da reação, Carlos Nascimento falava do comentário controverso de Jair Bolsonaro sobre morte do pai do presidente da Ordem dos Advogados do Brasil (OAB). Em janeiro de 2020, disse que seria censura a retirada do especial de Natal do Porta dos Fundos, da Netflix, que seria feita por ordem judicial.

Em maio de 2020, questionou brevemente no jornal: "foi erro, ou foi crime?" Antes tinha sido exibida uma reportagem com especialistas apontando que o Caso João Pedro, jovem morto em operação policial, em São Gonçalo (RJ), teria tido "erros". Algumas semanas antes, Rachel Sheherazade aplaudiu o posicionamento da ministra Cármen Lúcia, após ter sido exibida uma reportagem com a magistrada pedindo "igualdade" entre homens e mulheres ao presidente da Supremo Tribunal Federal (STF), Dias Toffoli. Em 27 de maio de 2020, emitiu uma opinião após ser exibida a reportagem sobre o caso da Morte de George Floyd: 
| “ | Julgados e executados pela cor da pele. Lamentável. | ” |

 George Floyd foi morto em uma controversa operação policial nos Estados Unidos, gerando protestos contra o racismo. Em 18 de agosto de 2020, comentou sobre o caso do ataque de extremistas direcionados a uma menina na frente de um hospital, onde fez um aborto: "Curioso é que não vi nenhum defensor da vida protestando na frente da delegacia, né?" Em 8 de setembro, ao anunciar uma reportagem sobre a operação Furna da Onça, que apura prática de rachadinhas de Flávio Bolsonaro, Rachel Sheherazade interrompeu o texto e comentou: "Não, rachadinhas não. A palavra certa é peculato. Crime de peculato na Assembleia Legislativa do Rio de Janeiro".

### Comentário sobre prisões em canal do Youtube
Em agosto de 2019, Rachel postou um vídeo na sua conta no YouTube intitulado "Monstros contra monstros", no qual ela comenta a respeito do presídio onde ocorreu o Massacre em Altamira em 2019, no Pará, criticando o ministro da Justiça Sergio Moro e o presidente Jair Bolsonaro, responsabilizando-os pela chacina que deixou 56 mortos, 16 por decapitação. Foi apontado pela imprensa que o trecho "monstros" causou desgosto nos agentes.
O trecho do vídeo que baseia "monstros" é o seguinte: 
Todo mundo sabe. Cadeias são um antro de criminosos, e criminosos dos dois lados das celas, se é que vocês me entendem. Os nossos presídios são masmorras. São depósitos de gente. São criadouros de criminosos, detentos e não detentos. Se é que vocês me entendem. (…) Então não adianta fechar os olhos. Não adianta fazer de conta que não é com a gente. Que o problema não é nosso, porque é! Porque os presos de hoje serão os homens libertos de amanhã e se o Estado não ajudar a regenerar essa pessoas, pior para todos nós.

O ciclo da violência nunca será quebrado. E a brutalidade do presídio vai dar à luz a selvageria nas ruas que por sua vez vai gerar mais mortes, mais presos, mais violência. O Estado precisa ser melhor do que aqueles que aprisiona, mas se o policial, se o promotor, se o juiz, se o carcereiro forem tão brutos quanto o apenado, então não terá razão para existir o Estado. Então é a prova cabal de que nós falhamos no tal processo civilizatório. Voltaremos ao todos contra todos. Monstros contra monstros. E que vença o pior.— Rachel Sheherazade
Porém, ao longo dos anos reportagens da imprensa já mostravam os diversos problemas nas prisões do Brasil (ver: Sistema carcerário no Brasil). A Organização das Nações Unidas (ONU) disse em 2016 que os presos estavam mantidos de formas "cruéis, desumanas ou degradantes".
Imediatamente houve reação de um sindicato que representa os funcionários do sistema prisional do Estado de São Paulo, que foram até o SBT demonstrar seu repúdio às declarações da jornalista, anunciando também que iriam tomar as medidas necessárias para mover um processo judicial contra Rachel.
Por conta da controvérsia, a partir do dia 9 de agosto de 2019, Rachel Sheherazade passou a ser afastada todas as sextas-feiras do SBT Brasil, a pedido de Silvio Santos. Um dia antes, Rachel Sheherazade suspendeu a conta do Twitter alegando "motivo de força maior". A jornalista publicou em uma rede social uma foto com o trecho da música "Cálice", de Chico Buarque lançada durante a Ditadura militar brasileira (1964-1985): "Afasta de mim esse: - Cale-se!".

### Sugestão de demissão do SBT feita por patrocinador
Em junho de 2019, Luciano Hang sugeriu que Silvio Santos deveria demitir Rachel Sheherazade do SBT, ao acusar falsamente que ela teria "ideologia comunista". Sheherazade reagiu, ao dizer que iria processar judicialmente o empresário. O fato teve repercussão na imprensa. Após o evento, Danilo Gentili publicou a frase: " 'Jornalismo é oposição. O resto é armazém de secos e molhados'. Millôr Fernandes" Segundo o jornal O Dia é uma indireta ao caso.
Segundo Tony Goes, da Folha de S.Paulo, Rachel Sheherazade 
continua se alinhando com a direita [política], o capitalismo, o liberalismo. Só não perdeu a perspicácia e a honestidade intelectual. Isto fez com que muitos de seus seguidores a vissem como uma traidora. Como assim, Rachel Sheherazade não apoia automaticamente qualquer sandice proferida pelos olavistas? Então agora ela é comunista! Essa opinião desmiolada é compartilhada por um dos apoiadores mais folclóricos do novo governo.— Tony Goes
Segundo o colunista, Luciano Hang viu na demissão de jornalistas promovida pelo SBT uma espécie de caça às bruxas e "Rachel Sheherazade se tornou um farol de lucidez na barafunda que é o jornalismo do SBT. Silvio terá a sabedoria de mantê-la em seus quadros? Ou cederá à pressão dos alucinados que chamam de 'comunistas' a quem não pensa 100% como eles?".
Silvio Santos colocou a participação de Rachel Sheherazade no "Jogo dos Pontinhos", do Programa Silvio Santos na frente de outros já gravados. Segundo Gabriel Perline, do Notícias da TV essa foi uma atitude de apoio a jornalista e uma indireta a Luciano Hang. Ao comentar a saída de Rachel Sheherazade do SBT, Maurício Stycer comentou no UOL: "A ser verdade que a pressão de Hang contribuiu para a não renovação do seu contrato, Sheherazade sai do episódio como vítima de uma empresa cada vez mais vinculada ao governo Bolsonaro".

### Repercussões
Em agosto de 2019, no Programa da Maisa, Rachel Sheherazade disse que "Eu sou apenas alguém querendo fazer jornalismo, num momento muito difícil para os jornalistas. A nossa profissão está sendo tão bombardeada, tão atacada injustamente. Então eu sou apenas uma resistente." Gustavo Nogy, escrevendo para Gazeta do Povo questionou se o afastamento da jornalista do jornal não seria uma atitude do Governo Jair Bolsonaro.

Depois de anos e anos de PT enchendo manchetes com suas peripécias políticas e policiais, o sucessor Jair Bolsonaro parece ter plena convicção de que pode, a seu modo, deixar a sua marca.(…) O detalhezinho é que o fenômeno ganha força entre militantes mais exaltados, que aos poucos naturalizam o que não é – não deveria ser – natural de maneira nenhuma.
(…)
Num intervalo de poucas semanas, Miriam Leitão foi tida como persona non grata numa feira literária; Rachel Sheherazade foi congelada no SBT; Guilherme Boulos foi impedido de falar em universidade; torcedor corintiano foi detido num estádio por fazer o que estádios inteiros fizeram (e muito bem, pro meu gosto) com Dilma Rousseff.
(…)
Tanto faz o que eu penso, o que nós pensamos, sobre Miriam Leitão, Rachel Sheherazade, Guilherme Boulos, torcedores corintianos ou Dilma Rousseff. (…) O que importa é o inegável, e cada vez mais acintoso, tom de revanchismo do governo eleito. Como se a ascensão ao poder significasse o direito de se vingar de todos aqueles que desconfiam das suas (alegadas) boas intenções.
Comentários nas redes sociais, repostados nos jornais Correio Braziliense e O Estado de S. Paulo, questionavam Silvio Santos, possível censura e se o motivo do afastamento teria sido por decisão política. O Estado de S. Paulo reportou a notícia do afastamento da jornalista junto do comentário de Silvio Santos de 2017, que disse em tom de brincadeira: "Você começou a fazer comentários políticos no SBT e eu pedi para você não fazer mais, porque você foi contratada para ler notícias, não para dar sua opinião. Eu contratei você para você continuar com sua beleza e com sua voz para ler as notícias do teleprompter."
Também foi mencionado no artigo do Estado de S. Paulo o comentário de Silvio Santos a Danilo Gentili: 
Não fala sobre política porque aí você me complica (…) [Você deve] puxar o saco dos políticos.
Após o afastamento do jornal, Rachel Sheherazade recebeu muitos pedidos de entrevista, mas não aceitou por decisão de contrato. Em um vídeo repostado pela revista Veja, Rachel Sheherazade diz que tem contrato com o SBT até 2020. Comentando sobre o episódio, o jornalista e apresentador Dudu Camargo disse que a situação da jornalista "resvala em todo o jornalismo, em todos os companheiros dela (…) O pessoal chega para gente revoltado com a opinião da Raquel e acaba se tornando uma pessoa competente (…) Em uma outra época, o Silvio chegou e falou 'nossa a Raquel(Sic) acaba falando demais', não se mete Dudu em política".
Em entrevista à coluna do Léo Dias, no Uol em janeiro de 2020, Rachel Sheherazade comentou novamente sobre as prisões: 
Certa vez eu fiz uma crítica sobre aquele massacre no presídio no Pará, e aí chamei a responsabilidade do Ministério da Justiça, porque o Ministério da Justiça havia sido procurado por um grupo de mães e familiares de presidiários, do presídio de Altamira, onde foi denunciado, que poderia haver uma tragédia (...) porque os chefes das facçóes estavam juntos nos mesmos pavilhões. Às vezes, pessoas de facções rivais dividiam a mesma cela. Então, as mães de mulheres de presidiários estavam preocupadas e foram pedir providências (...) E o Ministério da Justiça em resposta (isso foi em maio, a rebelião foi em julho, se não me engano) (...) falou não, não vamos transferir os líderes das facções, não há necessidade (...) porque o Ministério da Justiça está acompanhando em tempo real o que acontece dentro do presídio de Altamira. Resultado: 60 mortos. (...) Eu lembrei que armas e drogas não entram por encanto dentro de presídios. É preciso haver conivência de agentes penitenciários, diretores de penitenciárias. (...) Drogas, armas, celulares não entram por acaso em presídios.— Rachel Sheherazade
Ainda na entrevista a Leo Dias, Rachel Sheherazade disse que mesmo não tendo nomeado ninguém, agentes penitenciários, em estratégia, iniciaram uma série de processos judiciais em todo o Brasil contra ela. Comentou também, que foi no Governo Dilma onde mais tentaram censura-la, porém os ataques vindo dos apoiadores do Governo Bolsonaro desde o período eleitoral "foi algo incomparável".

### Ameaças de morte
Em fevereiro de 2020, ao comentar no Twitter sobre os ataques que as jornalistas Vera Magalhães, Míriam Leitão, Eliane Cantanhêde e Patrícia Campos Mello vem sofrendo, Rachel Sheherazade revelou que se tornou alvo de ameaças de morte porquê "ousou" criticar Jair Bolsonaro. A jornalista descreveu os ataques recebidos por ela e pelas colegas como de natureza "vil, covarde, decrépita e misógina" e que: 
partem do mesmo escritório virtual do crime, já denunciado na CPI das Fake News (...) A violência que minhas colegas sofrem eu sofri e tenho sofrido também. Campanhas difamatórias, ataques em massa, ameaças de morte, ameaças contra meus filhos têm sido uma rotina desde que ousei criticar o então candidato Jair Bolsonaro, ainda no episódio da greve dos caminhoneiros em 2018 (...) não há como negar que ele [Bolsonaro] tira proveito do ódio que semeia (...) [essa atitude põe em] cheque a própria liberdade de imprensa. (...) Na luta insana contra a democracia, o primeiro ataque é contra a verdade. A última vítima do autoritarismo é a liberdade.
Ainda segundo Rachel Sheherazade, o Procurador-Geral da República, Augusto Aras e o ministro da Justiça e Segurança Pública, Sergio Moro ignoraram as denúncias. Sobre o fim do seu canal independente no YouTube sobre política, Rachel Sheherazade declarou que: 
Minhas opiniões voltaram a incomodar os detentores do poder e passei a ser ameaçada de todas as formas. Recomeçaram as ameaças de morte contra mim e meus filhos. Já sacrifiquei muita coisa em nome da comunicação, da liberdade de expressão. Não vou dar minha vida pelo jornalismo.

## Participação emA Fazenda
Durante sua participação no reality show A Fazenda, afirmou que já recebeu uma advertência de Silvio Santos por comentar sobre o conflito árabe-israelense, que o gabinete do presidente Jair Bolsonaro interferia na programação do SBT, que ia e voltava do trabalho escoltada pela Polícia Militar e pela Polícia Rodoviária Federal, e que foi demitida a pedido de Luciano Hang, o maior patrocinador da emissora. O SBT anunciou que processaria a repórter.
No dia 19 de outubro de 2023, foi acusada de agredir Jenny Miranda e foi expulsa do reality.